# 휘판

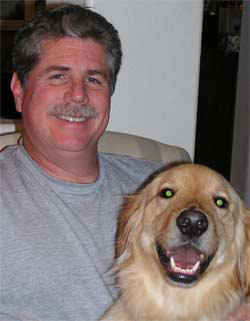
개들은 안광(eyeshine)이 있으나, 인간은 없다.

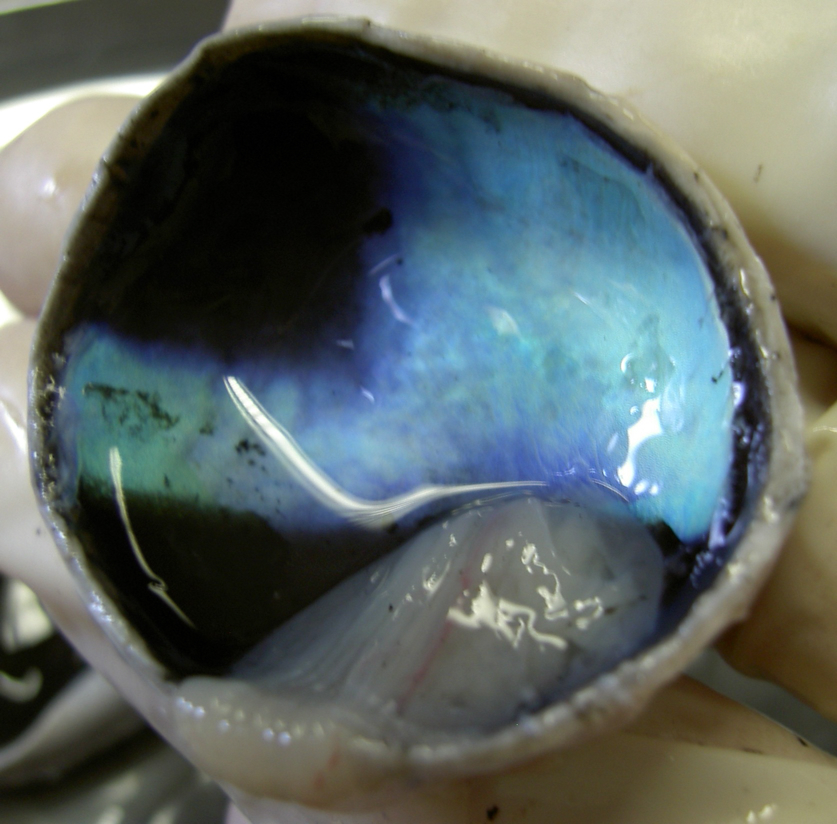
송아지의 휘판

휘판(輝板, 영어: tapetum lucidum, 라틴어로 "밝은 태피스트리")이란 많은 척추동물 눈안에 있는 조직층이다. 망막의 바로 뒷부분에 놓여 있거나 가끔은 망막의 안에 존재한다. 가시 광선을 망막을 통하여 반사하여, 광수용기가 사용할 수 있을 만큼 빛을 늘린다. 이것은 밝기가 낮을 때의 시력을 높여주지만, 반사되는 빛에 의해 산란되어 인지된 상이 흐릿해지는 원인이 된다. 이 휘판으로 인해 어떤 동물들은 뛰어난 야간시력을 얻었다. 대부분 야행성인데, 특별히 먹이를 밤에 사냥하는 육식동물들이나 심해에 사는 동물들이 그러하다. 곡비원류에 속하는 포유류들은 이 휘판을 갖고 있지만, 인간이나 다른 직비원류들은 갖고 있지 않다.

## 같이 보기
- 월아이피시